# (10914) Tucker
(10914) Tucker (1997 YQ14) – planetoida z pasa głównego asteroid okrążająca Słońce w ciągu 5,66 lat w średniej odległości 3,17 j.a. Odkryta 31 grudnia 1997 roku.